# Nelly Stein
Pour les articles homonymes, voir Stein.
Nelly Stein, née le 13 novembre 1937 à Schifflange (Luxembourg) et morte le 13 août 2005 en Suisse, est une femme politique luxembourgeoise, membre du Parti populaire chrétien-social (CSV).

## Biographie
Née le 13 novembre 1937, Nelly Stein est originaire de Schifflange et institutrice de formation.
En ce qui concerne la politique locale, du 1er janvier 1994 au 19 décembre 2002, Nelly Stein exerce la fonction de bourgmestre de la commune de Schifflange après avoir siégé pendant douze ans au conseil communal.
À la suite des élections législatives de 1989, elle fait son entrée au sein de la Chambre des députés pour la circonscription Sud où elle représente le CSV. En tant que troisième suppléante sur la liste chrétienne-sociale, elle remplace Viviane Reding qui est élue au Parlement européen. À la Chambre, elle s'intéresse aux projets de loi sur le Centre de musiques amplifiées (Rockhal) en 2003 et sur celui concernant l'Université du Luxembourg en 2004. Elle préside notamment la commission de l'Enseignement, de la Recherche et de la Culture et fait partie de la commission des Travaux publics ainsi qu'à celle du Règlement.
Elle meurt d'une crise cardiaque au cours d'un voyage en Suisse le 13 août 2005.

## Décoration
- Commandeur de l'ordre de Mérite du grand-duché de Luxembourg[4] (Luxembourg, 2004)